# Saison 4 de Femmes de loi
Cet article présente le guide de la quatrième saison de la série télévisée Femmes de loi.
| N° | # | Titre              | Réalisation    | Scénario                            | Première diffusion |
| --- | - | ------------------ | -------------- | ----------------------------------- | ------------------ |
| 17 | 1 | Intime conviction  | Denis Malleval | Céline et Martin Guyot              | 3 octobre 2004     |
| Les femmes de loi enquêtent sur la mort de Magali, une jeune femme sauvagement assassinée dans sa salle de bains. Tandis que le lieutenant Balaguère interroge les employeurs de la jeune femme, Elisabeth s'intéresse à sa vie privée. Elle ne va pas tarder à découvrir que la victime était homosexuelle et qu'il y avait de l'eau dans le gaz entre elle et son amie... |   |                    |                |                                     |                    |
| 15 | 2 | Beauté fatale      | Denis Malleval | Martin Guyot et Marie-Pierre Thomas | 15 novembre 2004   |
| À la suite d'une dispute, un commercial est tué. Les femmes de loi mènent l'enquête en soupçonnant en premier lieu l'ex-femme et la fille du défunt. Mais très vite, le lieutenant Marie Balaguère et le procureur Elisabeth Brochène vont rapidement se diriger vers une autre piste, l'histoire étant bien plus compliquée qu'il y paraît, mettant peut-être en cause les pratiques douteuses d'un chirurgien esthétique... |   |                    |                |                                     |                    |
| 16 | 3 | Amour fou          | Gérard Cuq     | Céline et Martin Guyot              | 31 janvier 2005    |
| Le lieutenant Marie Balaguère se rend sur les lieux d'un crime qui a eu lieu dans une villa, après réception d'un appel au secours intercepté par les services de police. Malheureusement, lorsqu'elle arrive, il est déjà trop tard : Jean-Claude Fontay, bijoutier de grand renom vient d'être assassiné à son domicile tandis que sa très jeune épouse, Mélanie a réussi à se cacher dans la salle de bains pour appeler de l'aide. Une longue enquête s'ensuit pour nos deux femmes de loi, fermement déterminées à déloger le coupable de son trou de souris... |   |                    |                |                                     |                    |
| 17 | 4 | Meurtre à la carte | Gérard Cuq     | Martin Guyot et Philippe Isard      | 31 janvier 2005    |
| Jacques Corvalec, chef du prestigieux restaurant éponyme vient d'être enlevé à son domicile. Une situation d'urgence, très délicate pour les Femmes de loi qui doivent, tout en supportant une collaboration difficile avec les la Brigade de Recherche et d'Intervention, découvrir l'identité du ravisseur, éviter qu'il ne disparaisse dans la nature avec la rançon et, surtout, retrouver Jacques Corvalec sain et sauf le plus vite possible. 24 heures après le premier message des ravisseurs, l'enquête menée par Elisabeth Brochène et Marie Balguère permet d'arrêter un suspect. Mais d'autres pistes leurs apparaissent alors. Qui est donc le véritable ravisseur ? |   |                    |                |                                     |                    |